# Waterfall Gully
Waterfall Gully ist ein kleiner Stadtteil von Adelaide, der Hauptstadt des australischen Bundesstaates South Australia. Er liegt in den Ausläufern der Mount Lofty Ranges etwa neun Kilometer östlich von Adelaides Innenstadt. Der Stadtteil umfasst zum größten Teil einen langen Gully mit First Creek im Zentrum und der Waterfall Gully Road entlang der Bucht. An einem Ende der Erosionsrinne befindet sich der Wasserfall, der dem Gebiet den Namen gab. Er gehört zum Verwaltungsgebiet Burnside City und grenzt im Norden an den Stadtteil Burnside, im Nordosten an Greenhill, im Südosten an den Cleland Conservation Park, im Südwesten an Leawood Gardens und im Nordwesten an Mount Osmond.
Waterfall Gully hat eine lange Geschichte und gilt als beliebte Touristenattraktion, seit die ersten Siedler Adelaides das Gebiet im 19. Jahrhundert entdeckten. Durch einige Bewohner und den zunehmenden Besuch von Touristen hat der Ort sich in den letzten Jahren sehr entwickelt.

## Geschichte

### Kultur der Aborigines
In der Mythologie der australischen Aborigines gehören Waterfall Gully und die umgebenden Mount Lofty Ranges zur Geschichte des Ahnherren Nganno. Als er durch das Land des Aborignes-Stamms der Kaurna wanderte, wurde Nganno in einem Kampf verletzt und legte sich zum Sterben nieder, wodurch er die Mount Lofty Ranges schuf. Der heutige Name der Greater Mount Lofty Parklands, Yurrebilla, ist die Bezeichnung der Kaurna für die Zwillingshügel Mount Lofty und Mount Bonython, die Ngannos Ohren sein sollen.
James Milne Young, ein früher Siedler des benachbarten Ortes Beaumont, beschrieb die Kaurna: „In jeder Bucht und jedem Gully kann man ihre Wurlies (einfache Häuser der Aborigines aus Zweigen und Gras) und ihre Feuer in der Nacht sehen ... oft zelten 500 bis 600 an verschiedenen Orten ... einige hinter den Botanischen Gärten am Ufer des Flusses; einige am Gebirge; einige am Waterfall Gully.“
Die Aborigines lebten hauptsächlich am River Torrens und den Bächen, die dort hineinflossen, darunter der First Creek von Waterfall Gully. Dies waren auch die wertvollsten Gebiete für neue europäische Siedler. Sie verdrängten die einheimische Bevölkerung, die sich außerdem durch die Konfrontation mit europäischen Krankheiten, gegen die sie keine natürliche Immunität besaßen, verringerte.

### Europäische Besiedlung

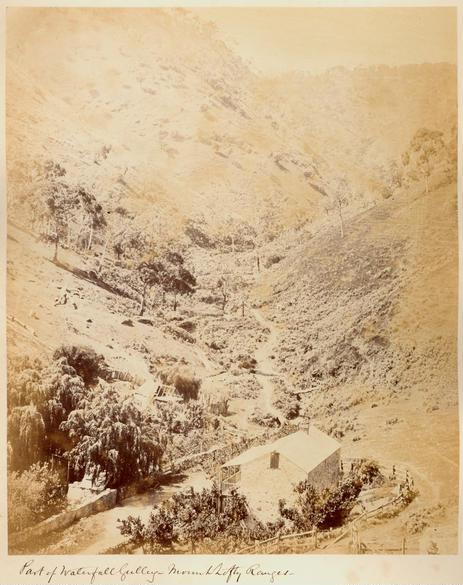
Waterfall Gully, 1866

Die Europäer entdeckten Waterfall Gully kurz nach der Gründung von Adelaide. Die ersten Europäer, die den First-Creek-Wasserfall sahen, waren wahrscheinlich Brigham Hutchison und William Burt. Die beiden Männer fanden ihn im April 1837, während sie einen Weg zum Gipfel des Mount Lofty suchten. Sie wiesen darauf hin, dass der „Reichtum an Pflanzen und Unterholz am Rand des Baches, der sich an vielen Stellen über unseren Köpfen befindet“ ein großes Hindernis bei ihrem Aufstieg darstellte. Das Gebiet rund um den Wasserfall wurde 1884 zum Naturschutzgebiet erklärt.
Die Gegend entwickelte sich zu einer Touristenattraktion für die frühen Siedler von South Australia. Während dieser Zeit wuchs die Bevölkerung der benachbarten Gemeinde Burnside jedoch und verlangte eine neue Wasserversorgung. Den First Creek, der den Waterfall Gully hinunterläuft und dann in den River Torrens nahe der heutigen botanischen Gärten fließt, sah man als perfekte Lösung für die Wasserknappheit an. Das Hydraulic Engineers Department der Kolonie Adelaide baute zwischen 1881 und 1882 ein Stauwehr. Es fasste rund zwei Millionen Liter und war durch eine Pipeline mit Burnside verbunden. Durch die Errichtung von Farmen und Obstplantagen weiter oben im Einzugsgebiet, verschlechterte sich die Wasserqualität. Zu dieser Zeit wurde Adelaide jedoch von neueren Reservoirs in anderen Gebieten wie Happy Valley versorgt.

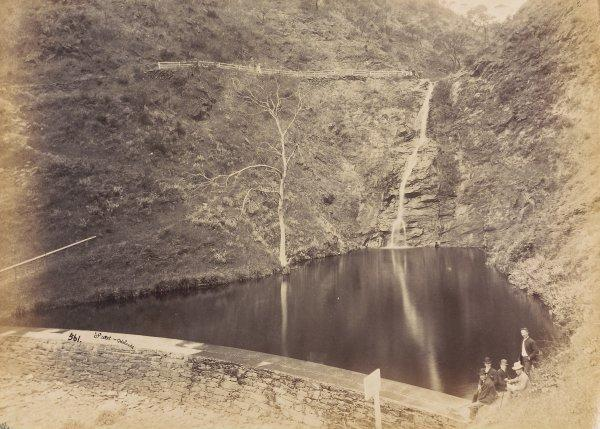
Wasserfall und Wehr, 1872

Einige am Ende des 19. Jahrhunderts gegrabene kleine Minen zur Förderung von Silber und Blei erweckten das Interesse der Siedler aus Cornwall. Die Minen waren von geringer Qualität – insbesondere im Vergleich zur benachbarten Mine Wheal Watkins in Glen Osmond. Der Goldrausch von Victoria Mitte des 19. Jahrhunderts zog viele Bergleute und junge Männer aus ganz Australien an und löste den letzten Ansturm auf die Minen von Waterfall Gully aus, wo die Arbeiten kurze Zeit später eingestellt wurden.
Durch die Festlegung der neuen Grenzen wurden einige Teile von Waterfall Gully 1876 von der Gemeinde Crafers (heute Adelaide Hills) zur Stadt Burnside übertragen. Zu Beginn des 20. Jahrhunderts war die Gegend vor allem für die landwirtschaftliche Nutzung bekannt, aber in der Mitte des Jahrhunderts entstanden Häuser im Gully. 1939 bedrohten einige Buschfeuer Waterfall Gully. Weitere Buschfeuer in den frühen 1940er Jahren richteten erhebliche Schäden an, weil die Anstrengungen des Zweiten Weltkriegs Vorräte und Personal der Feuerwehr in Anspruch nahmen.

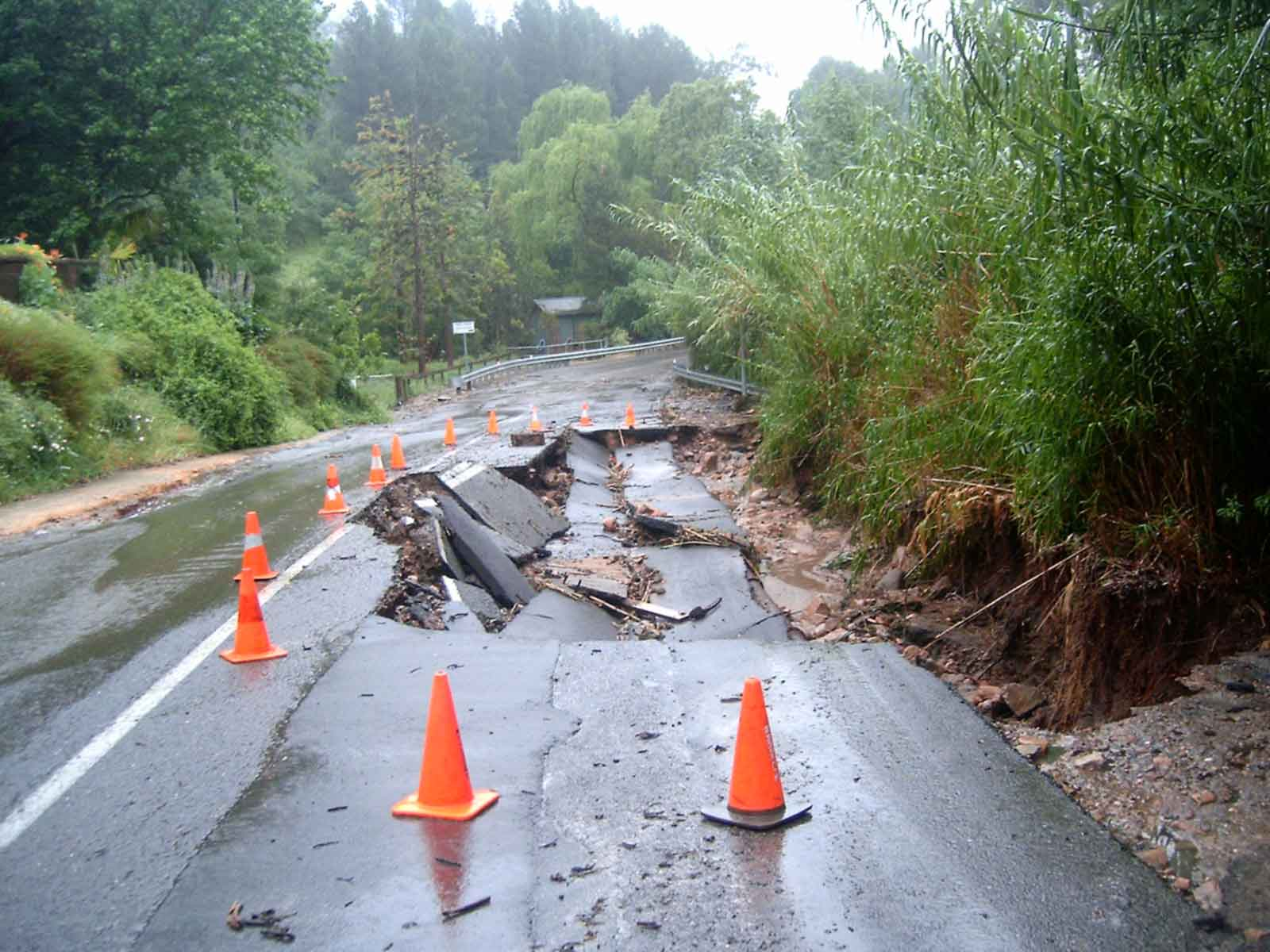
Die Waterfall Gully Road nach der Flut im November 2005

1945 kaufte die Regierung von South Australia einen großen Teil des Gebiets, das heute der Cleland Conservation Park ist, auf Grund des Einsatzes von Professor Sir John Burton Cleland. Das meiste Land inklusive der Gullys wurde 1963 vereinigt, um den Park zu errichten, der sich östlich den Gully hinauf bis zum Gipfel des Mount Lofty und nördlich bis zur Greenhill Road erstreckt.
In der Nacht des 7. November 2005 überschwemmte eine verheerende Flut mehrere Gebiete in Adelaide. Waterfall Gully war einer der am schwersten betroffenen Vororte: Bob Stevenson, der diensthabende Beamte des State Emergency Service (SES), kommentierte: „Da gibt es ein Gebiet namens Waterfall Gully Road, in den Ausläufern des Gebirges, wo einer der Bäche hinunterstürzt und ziemlich viele Häuser sind dort betroffen ... es waren etwa 40 Häuser allein auf dieser Straße.“ Grundstücke wurden überflutet, zwei Brücken stürzen fast ein und 100 Meter Straße wurden weggespült. Die Arbeiter der Gemeinde Burnside, der Country Fire Service (CFS) und der SES reparierten die ersten Schäden in der Nacht, während der Wiederaufbau der Infrastruktur Ende November begann. Der größte Teil der Straße war unzugänglich und der Zugang zum Vorort war für den Rest des Monats nur den Einwohnern und Helfern gestattet.

Lage der Waterfall Gully Road in der Umgebung von Adelaide

Waterfall Gully liegt durchschnittlich 234 Meter über dem Meeresspiegel und hat eine Fläche von 6,08 km². Die auffälligsten geographischen Merkmale sind der Gully und der Wasserfall. 300 m vom Beginn der Waterfall Gully Road entfernt befindet sich Langman Reserve, ein großer Park, der Ende der 1960er in einem ehemaligen Steinbruch angelegt wurde und dem ehemaligen Bürgermeister von Burnside, W. Langman, gewidmet ist. Die nordöstliche Seite der Erosionsrinne gehört im Wesentlichen zum Cleland Conservation Park und viele Wanderwege führen in den Park. Das meiste Land im Südwesten ist im Besitz der Gemeinde Burnside. Auch hier gibt es viele Wanderwege.
Die europäische Besiedlung sorgte für erhebliche Veränderung in der einheimischen Pflanzenwelt. Die Siedler fällten zahlreiche Eukalyptusbäume (Manna Gum und Eucalyptus globulus), um das Land landwirtschaftlich nutzen zu können. Der große Anteil nicht-einheimischer Vegetation im Gully ist vor allem die Folge des plötzlichen Endes der Landwirtschaft. Olivenbäume und andere importierte Spezies konnten wachsen, ohne von Farmtieren gestört zu werden, die die Hügel zuvor relativ kahl gehalten hatten. Die Gemeinde Burnside hat Programme veranlasst, um die einheimische Vegetation wieder einzuführen und zu schützen, aber es gab kaum Fortschritte bei der Beseitigung fremder Pflanzen wie Oliven, Bambus und Brombeeren. Die Einführung europäischer Pflanzen beeinflusste die einheimische Tierwelt nicht. Viele einzigartige australische Tiere wie Kängurus, Koalas und Kusus kann man auf den Wanderwegen erblicken.
In der Nähe von Waterfall Gully, zwei Kilometer entfernt, befindet sich Chambers Gully, das als Deponie diente, aber im vergangenen Jahrzehnt durch freiwillige Arbeit wieder als Park eingerichtet wurde. Es enthält einige alte Ruinen, Wanderwege und Quellen und beheimatet zahlreiche einheimische Spezies. Die erfolgreiche Änderung zum Park zeigt sich durch die Rückkehr mehrere Froscharten.

## Verkehr
Autos sind das bevorzugte Verkehrsmittel im Vorort. Nach Angaben des Australian Bureau of Statistics fahren 90 % der Einwohner mit dem Auto zur Arbeit. Waterfall Gully ist über Waterfall Terrace und Glynburn Road mit der Greenhill Road, der Hauptverkehrsstraße von Adelaide, verbunden.
Die Verkehrsdichte ist im Vergleich zu nördlichen und südlichen Vororten relativ gering und deutlich besser als in anderen Städten. Das Zentrum von Adelaide kann man mit dem Auto in 15 Minuten erreichen

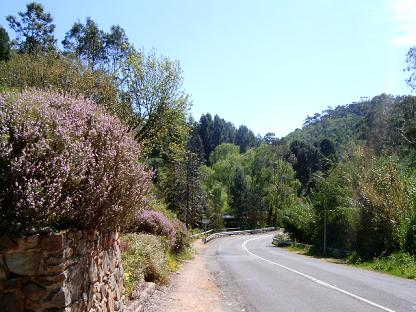
Die Waterfall Gully Road

Wegen der Abgeschiedenheit der Gegend legen nur sehr wenige Menschen (1,2 %) den Weg zur Arbeit zu Fuß und niemand mit dem Fahrrad zurück, was im Gegensatz zur Adelaide Metropolitan Area und zur Stadt Burnside als Ganzes steht. Wegen der schlechten Verbindungen fahren nur 4 % mit dem Bus zur Arbeit. Die schnellste Verbindung für Waterfally Gully ist der Bus 142 der Adelaide Metro, der von North Terrace zur Glynburn Road fährt, die wenige hundert Meter vom Beginn der Waterfall Gully Road entfernt ist.
Die Waterfall Gully Road ist sehr kurvenreich und an einigen Stellen ziemlich schmal. Dies hat zu Bedenken bezüglich der Sicherheit der Fußgänger geführt, da die Straße von Touristen, Buschwanderern und Radfahrern benutzt wird. Deshalb hat die Gemeinde Burnside Fuß- und Wanderwege an verschiedenen Abschnitten eingerichtet.

## Sehenswürdigkeiten

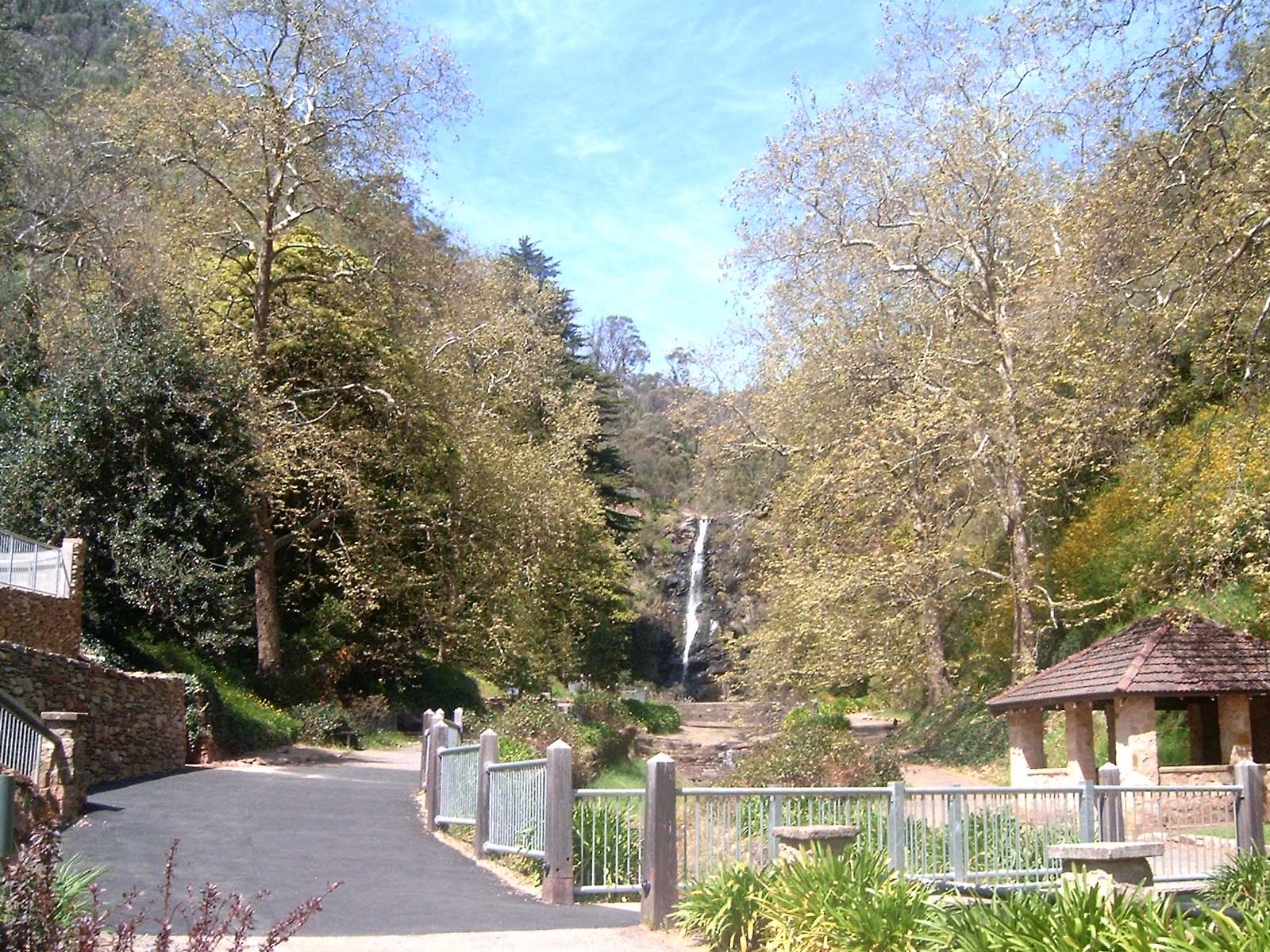
First Falls und Umgebung

Die Hauptattraktion von Waterfall Gully ist der Wasserfall First Falls. Er befindet sich am südöstlichen Ende der Straße im Cleland Conservation Park. Das Wehr am unteren Ende des Wasserfalls wurde Ende des 19. Jahrhunderts errichtet und war ein Teil der frühen Wasserversorgung von Adelaide.
Die Entwicklung in diesem Gebiet ist seit der Einrichtung eines Restaurants fortgeschritten. Die Architekten Albert Selmar Conrad und sein Bruder aus South Australia, die von deutscher Abstammung waren, bauten 1911/1912 das Waterfall Gully Restaurant. Vor dem Ersten Weltkrieg sprach man noch vom „deutschen Charakter“ des Gebäudes, aber jetzt beschreibt man nur noch seinen „alpinen“ Stil. Es wurde 1914 erweitert und in den späten 1950ern in ein Restaurant umgewandelt. Später wurde es geschlossen, aber Ende der 1990er wieder geöffnet und kürzlich renoviert.

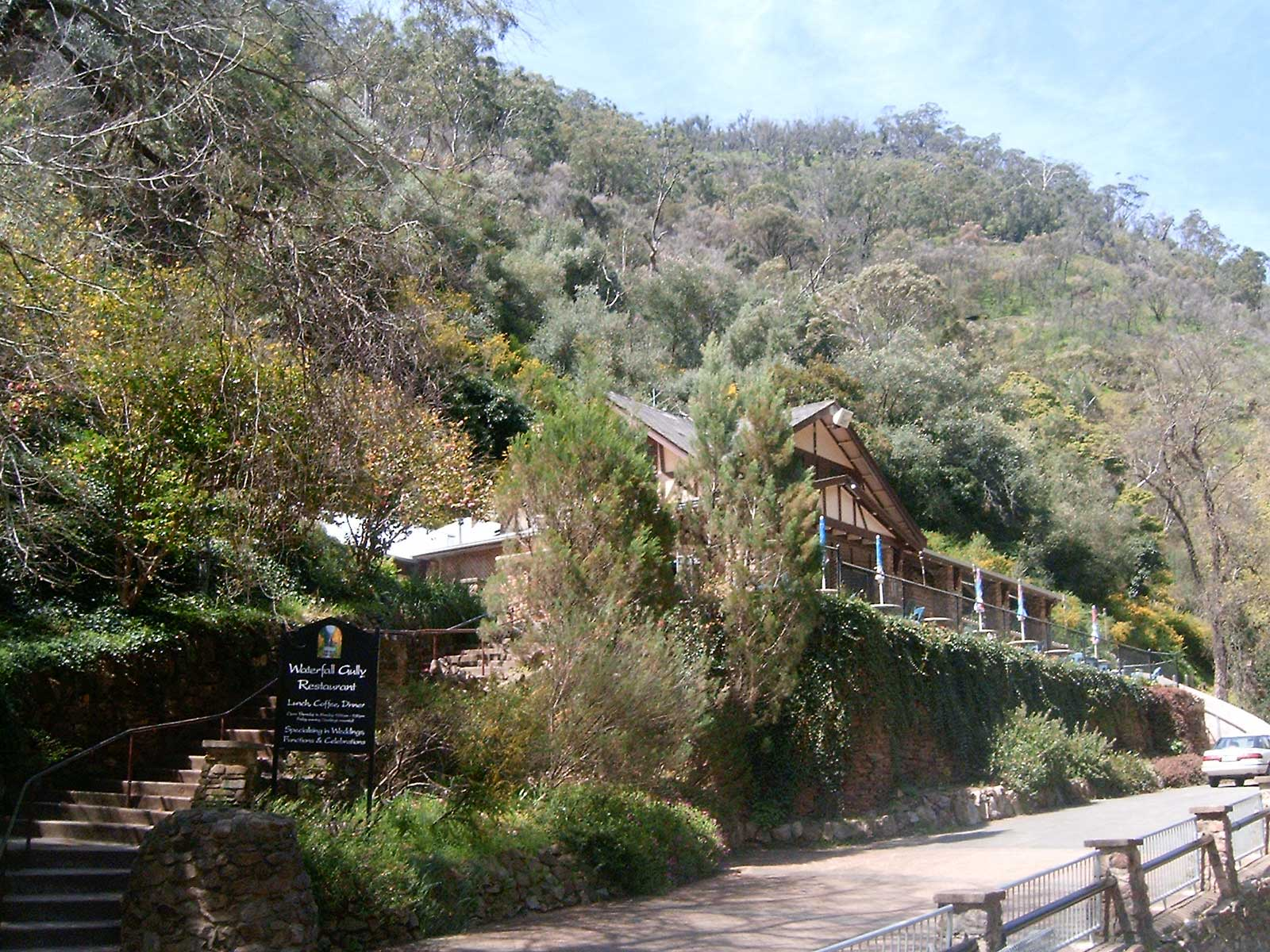
Das Waterfall Gully Restaurant

Andere Wanderwege winden sich um die Hügel in der Umgebung von Waterfall Gully, die von Chambers Gully, Woolshed Gully oder dem Gebiet rund um First Creek abzweigen. Zu den Zielen gehören Crafers, Eagle on the Hill, Mount Lofty, Mount Osmond und der Cleland Wildlife Park im Cleland Conservation Park. Die Wege wurden in den vergangenen zehn Jahren komplett erneuert und einige ältere und gefährlichere Routen wurden wegen des schwierigen Geländes versiegelt. Viele bieten einen Ausblick auf Adelaide und den Gully selbst und eine von ihnen ist mit dem 1200 km langen Heysen Trail verbunden.
Frühere Ausgrabungen erklären die Silber- und Bleiminen, die im 19. Jahrhundert hier betrieben wurden. Viele existieren noch und einige sind noch zugänglich. Die vor allem von Arbeitern aus Cornwall errichteten Minen sind etwa 1,7 m hoch und einen Meter breit. Sie waren nicht so erfolgreich wie die reicheren Minen von Wheal Watkins, aber sie sind immer noch interessant für diejenigen, die sie finden. Die Minen liegen sehr abgeschieden und sind relativ unbekannt.
Greenhill Springs an der Waterfall Gully Road hat die örtliche Bevölkerung von Adelaide seit 1952 mit Quellwasser versorgt. Dem Wasser wird eine therapeutische Wirkung zugeschrieben; in der Vergangenheit behandelte man Patienten in Krankenhäusern damit. Die Quelle befinden sich von Beginn an im Familienbesitz.

## Politik
| Staatswahlen | Staatswahlen |
| ------------ | ------------ |
| Liberale     | 65 %         |
| Labor        | 20 %         |
| Demokraten   | 10 %         |
| Family First | 2,5 %        |
| SA First     | 2,5 %        |

| Bundeswahlen | Bundeswahlen |
| ------------ | ------------ |
| Liberale     | 65 %         |
| Labor        | 25 %         |
| Grüne        | 5 %          |
| Demokraten   | 2,5 %        |
| Family First | 2,5 %        |

Waterfall Gully kann als sozial-konservativer und ökonomisch-liberaler Vorort beschrieben werden. Viele der wohlhabenden Einwohner haben von der Wirtschaftspolitik der Koalitionsregierung profitiert. Sie sind hauptsächlich von britischer Abstammung und zeigen eine überdurchschnittliche Religiosität. Das passt gut zur Demographie eines typischen Wählers der Liberalen. Folglich haben die Liberalen bei den letzten beiden Wahlen mit rund 65 % sehr gute Ergebnisse erzielt. Progressive Parteien wie die Labor oder die Demokraten erhielten die meisten der restlichen Stimmen.
Waterfall Gully gehört zum staatlichen Wahlbezirk Bragg, dem seit 2002 der Liberale Vickie Chapman vorsteht. In der Bundespolitik ist der Vorort dem Bezirk Stuart zugeordnet und wird seit 1993 von Christopher Pyne repräsentiert. Die oben gezeigten Ergebnisse stammen aus dem nächstgelegenen Wahllokal in der St David’s Church Hall an der Glynburn Road (Burnside).